# 1882 год в театре
1882 год в театре

## Яркие постановки
- Постановка пьесы «Укрощение строптивой» в Александринском театре

## Персоналии

### Родились
- 7 февраля — Иван Васильевич Экскузович, театральный деятель, управляющий академическими театрами РСФСР.
- 28 февраля — Валентина Петровна Веригина, российская и советская актриса театра и кино.
- 3 июня — Иван Артемьевич Слонов, российский и советский актёр, режиссёр, педагог и общественный деятель, народный артист РСФСР.
- 26 сентября — Монна Дельза (урождённая Маргарита Делесаль), французская театральная актриса.

### Скончались
- 1 октября — Жюль Норьяк, французский драматург, либреттист, журналист, прозаик, режиссёр и театральный деятель.